# Granada 74 CF
Granada 74 CF was een Spaanse voetbalclub uit de stad Granada in de regio Andalusië.

## Geschiedenis
Granada 74 CF is de nieuwe naam van Club Polideportivo Granada 74 toen Carlos Marsá, een ondernemer uit Granada, de licentie voor een plaats in de Segunda División A kocht van Ciudad de Murcia. Naast een eerste elftal werd ook een reserveteam opgestart, dat zal gaan spelen in de Tercera División.
Club Polideportivo Granada 74 was een club die op het moment dat de licentie werd gekocht van Ciudad de Murcia uitkwam in een van de vier Andalusische divisies die zich bevinden onder de Tercera División. In 2006/07 werd het kampioen en zou het de Spaanse profliga's weer betreden voor de tweede keer. Eerder speelde het in de Tercera División in het seizoen 1995/96.
Granada 74 CF werd als naam aangenomen in juni 2007 toen bekend werd dat de club in de Segunda División A zou gaan uitkomen. De gemeente Granada is echter niet positief gestemd over deze plotselinge ontwikkeling en weigert het stadion dat het bezit, Los Carmenes, ter beschikking te stellen van Granada 74. De voorzitter is daarom op zoek naar een stadion in een van de steden nabij Granada.
Granada 74 CF presteerde in eerste instantie goed tijdens het eerste jaar in de Segunda A, maar mindere resultaten in de tweede fase van het seizoen betekenden degradatie naar de Segunda División B in 2008. In 2009 degradeerde de club opnieuw, nu naar de Tercera División.  Ze zou zich niet meer inschrijven en ophouden te bestaan.

## Bekende spelers
- Daniel Fragoso
- Xisco Nadal